# Neuroleon inspersus
Neuroleon inspersus is een insect uit de familie van de mierenleeuwen (Myrmeleontidae), die tot de orde netvleugeligen (Neuroptera) behoort. 
Neuroleon inspersus is voor het eerst wetenschappelijk beschreven door Navás in 1926.